# 七湖
七湖是一个位于中国湖北省新洲县的湖泊，面积约为5平方千米，平均水深约为1.5米，蓄水量约为117万立方米。